# Ricardo Krebs
Ricardo Krebs, vollständiger Name Ricardo Krebs Wilckens, (* 2. Dezember 1918 in Valparaíso; † 23. Dezember 2011 in Santiago) war ein chilenischer Historiker deutscher Abstammung.

## Leben
Ricardo Krebs besuchte das Colegio Alemán de Valparaíso. Nach der Schulzeit reiste er nach Deutschland und studierte ab 1937 an den Universitäten Bonn und Leipzig. An der Leipziger Universität wurde er im Jahre 1941 mit einer geschichtswissenschaftlichen Dissertation zum Dr. phil. promoviert. 1942 kehrte er nach Chile zurück.
Krebs war ab 1943 Professor an der Universidad Católica de Chile (PUC), ab 1945 lehrte er auch an der Universidad de Chile. Nachdem er von 1963 bis 1965 und 1970/71 zweimal Gastprofessor an der Universität zu Köln gewesen war, wurde er 1971 als ordentlicher Professor für Iberische und Lateinamerikanische Geschichte und Direktor des Historischen Seminars nach Köln berufen. 1975 lehrte er als Gastprofessor in Santiago de Chile und wechselte im selben Jahr dorthin als ordentlicher Professor.
An der PUC gründete er den Centro de Investigaciones Históricas, den Vorgänger des dortigen Geschichtsinstituts. 1955 wurde er in die Chilenische Akademie der Geschichte (Academia Chilena de la Historia) gewählt. Im selben Jahr erschien seine Historia Universal (span.: Weltgeschichte). Dieses Buch ist bis heute ein Standardwerk des Geschichtsunterrichts an chilenischen Schulen.

## Familie
Ricardo Krebs war der Vater von Magdalena Krebs, der Direktorin des Directorate of Libraries, Archives and Museums (Dibam) in Chile.

## Auszeichnungen
- 1982: Premio Nacional de Historia de Chile
- 1992: Ehrendoktorwürde der Universidad Católica de Chile

## Schriften (Auswahl)
- Historia universal (1955).
- El pensamiento histórico, político y económico del Conde de Campomanes (1960).
- La ciencia económica an Adam Smith (1977).
- La monarquía absoluta en Europa. El desarrollo del estado moderno en los siglos XVI, XVII y XVIII (1979).
- Catolicismo y laicismo. Las bases doctrinarias del conflicto entre la iglesia y el estado en Chile (1981).
- Breve historia universal (1982).
- La Revolución Francesa y Chile (compilador) (1990).
- Historia de la Pontificia Universidad Católica de Chile. 1888–1988 (1994).
- La iglesia de América Latina en el siglo XIX (2002).